# Ted Danson

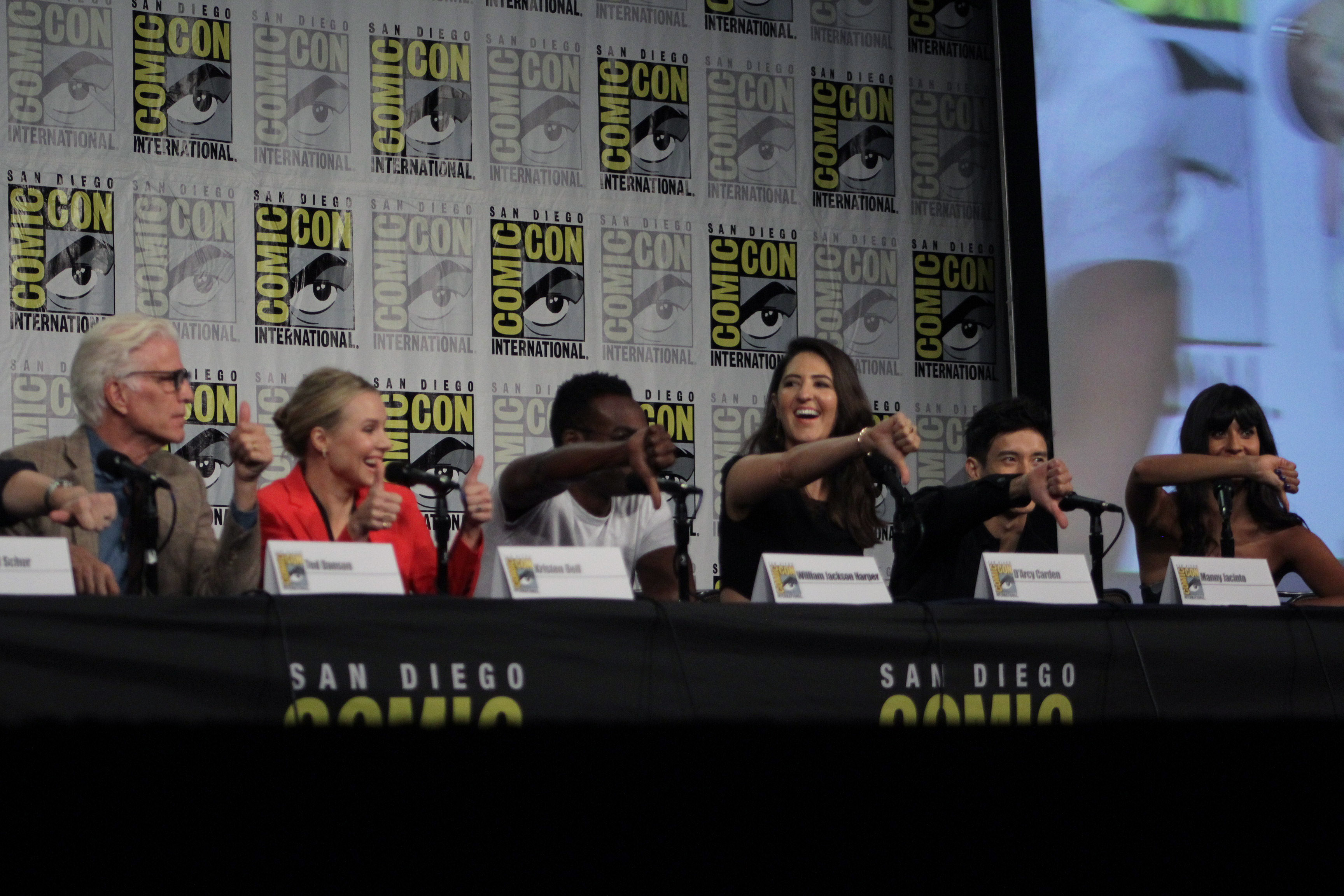
Ekipa Dobrego miejsca: Ted Danson, Kristen Bell, William Jackson Harper, D’Arcy Carden, Manny Jacinto i Jameela Jamil

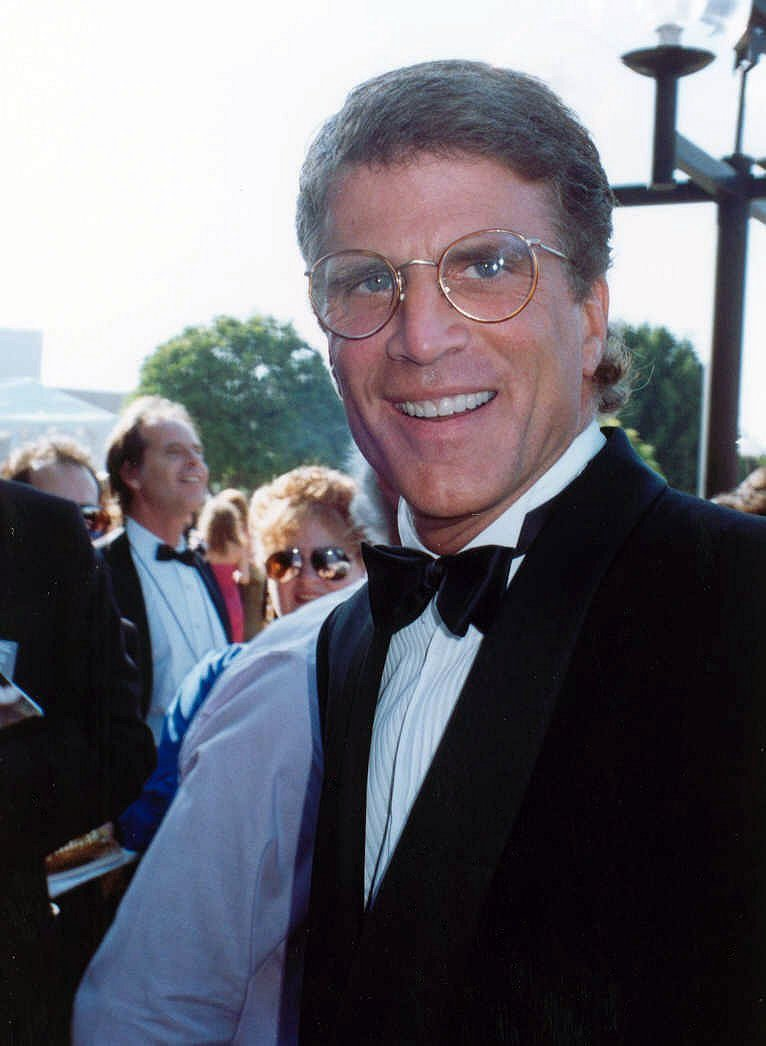
Ted Danson w 1990

Ted Danson, właściwie Edward Bridge Danson III (ur. 29 grudnia 1947 w San Diego) – amerykański aktor i producent filmowy.
Odtwórca roli D.B. Russella w serialach CBS – CSI: Kryminalne zagadki Las Vegas (2011–2015), CSI: Kryminalne zagadki Nowego Jorku (2013) i CSI: Cyber (2015–2016). Dwukrotny laureat Złotego Globu i Emmy za rolę Sama Malone w sitcomie NBC Zdrówko (1982–1993). Wystąpił jako doktor John Becker w serii Jak pan może, panie doktorze? (1998–2004).
W 1999 otrzymał własną gwiazdę w Alei Gwiazd w Los Angeles znajdującą się przy 7021 Hollywood Boulevard.

## Życiorys

### Wczesne lata
Urodził się w San Diego jako jedyny syn Jessiki Harriet MacMaster i Edwarda Bridge Dansona Jr., archeologa. Jego rodzina miała pochodzenie angielskie, szkockie, niemieckie i irlandzkie. Ma siostrę Jan. Dorastał w Flagstaff, w północnej części stanu Arizona. W latach 1961–1966 uczęszczał do szkoły średniej dla chłopców Kent School w Kent w stanie Connecticut, gdzie był gwiazdorem koszykówki. W latach 1966–1968 studiował dramat na Uniwersytecie Stanforda w Stanford w stanie Kalifornia. Otrzymał licencjat na Carnegie-Mellon University w Pittsburgh w stanie Pensylwania. Ukończył także Beverly Hills Playhouse w Beverly Hills.

### Kariera
W 1972 wystąpił po raz pierwszy na scenie off-Broadwayu w spektaklu Toma Stopparda Prawdziwy inspektor Hound (The Real Inspector Hound), a rok później zagrał w Brooks Atkinson Theatre na Broadwayu w sztuce Status Quo Vadis u boku Bruce’a Boxleitnera. Zadebiutował na małym ekranie w serialu NBC Somerset (1975–1976) z Sigourney Weaver. W 1978 przeniósł się do Los Angeles, gdzie uczęszczał do Actors Institute. Rok potem pojawił się po raz pierwszy na kinowym ekranie jako policjant w dramacie kryminalnym Cebulowe pole (The Onion Field, 1979) u boku Jamesa Woodsa. Po występie w telewizyjnej adaptacji powieści Marilyn French ABC Miejsce dla kobiet (The Women’s Room, 1980) z Lee Remick i Alem Corleyem, zagrał postać cynicznego adwokata rejonowego w dreszczowcu Żar ciała (Body Heat, 1981) u boku Williama Hurta i Kathleen Turner.
Ogromnym sukcesem była rola właściciela tawerny Sama Malone w sitcomie NBC Zdrówko (Cheers, 1982–1993), która została uhonorowana dwukrotnie nagrodą Złotego Globu, dwukrotnie nagrodą Emmy i American Comedy Award. Jego kreacja kazirodczego ojca molestującego seksualnie w przeszłości swoją nastoletnią córkę w telewizyjnym dramacie ABC Amelia (Something About Amelia, 1984) z Glenn Close i Jane Kaczmarek przyniosła mu nagrodę Złotego Globu i była nominowana do nagrody Emmy. Zagrał tytułową rolę w miniserialu NBC Podróże Guliwera (Gulliver’s Travels, 1996).

## Życie prywatne
Trzykrotnie żonaty: po raz pierwszy z Randall „Randy” Lee Gosch (1970–1975), drugi raz z Cassandrą „Casey” Coates (od 30 lipca 1977 do 1993), z którą ma dwie córki – Kate (ur. 24 grudnia 1979) i adoptowaną od 1987 roku Alexis (ur. 1985). Spotykał się z aktorką Whoopi Goldberg (1992–1994). Jego trzecią żoną jest Mary Steenburgen, którą poślubił 7 października 1995.
Przez wiele lat był weganinem, zanim przekonał się do diety pescetarian. Danson cierpiał na zespół Polanda, a jako dziecko z tego powodu był zastraszany.

## Wybrana filmografia

### Filmy
- 1979: Cebulowe pole (The Onion Field) jako detektyw Ian James Campbell
- 1980: Miejsce dla kobiet (The Women’s Room, TV) jako Norman
- 1981: Żar ciała (Body Heat) jako Peter Lowenstein
- 1982: Koszmarne opowieści (Creepshow) jako Harry Wentworth
- 1984: Amelia (Something About Amelia, TV) jako Steven Bennett
- 1985: Maleńki skarb (Little Treasure) jako Eugene Wilson
- 1986: Niezły bajzel (A Fine Mess) jako Spence Holden
- 1986: Między przyjaciółmi (Just Between Friends) jako Chip Davis
- 1987: Trzech mężczyzn i dziecko (Three Men and a Baby) jako Jack Holden
- 1989: Kuzyni (Cousins) jako Larry
- 1989: Tato (Dad) jako John Tremont
- 1990: Trzech mężczyzn i mała dama (Three Men and a Little Lady) jako Jack Holden
- 1993: Made in America jako Hal Jackson
- 1994: Pontiakiem na Księżyc (Pontiac Moon) jako Washington Bellamy
- 1994: Potyczki z tatą (Getting Even with Dad) jako Raymond 'Ray' Gleason
- 1996: Loch Ness jako Dempsey
- 1998: Amatorzy w konopiach (Homegrown) jako Gianni Saletzzo
- 1998: Jerry i Tom (Jerry and Tom) jako Guy
- 1998: Szeregowiec Ryan (Saving Private Ryan) jako kapitan Fred Hamill
- 1999: Mumford jako Jeremy Brockett
- 2005: Ojcowie nasi (Our Fathers) jako prawnik Mitchel Garabedian
- 2005: Rycerze Południowego Bronksu (Knights of the South Bronx) jako pan Richard Mason
- 2007: Porwany (Nobel Son) jako Harvey Parrish
- 2007: Amatorski projekt (The Amateurs) jako Moose
- 2008: Gra zmysłów (The Human Contract) jako E.J. Winters
- 2008: Skok na kasę (Mad Money) jako Don Cardigan
- 2009: Na drodze do szczęścia (The Open Road) jako trener
- 2012: Na ratunek wielorybom (Big Miracle) jako J.W. McGrath
- 2012: Ted jako Ted Danson
- 2014: Czworo do pary (The One I Love) jako terapeuta

### Seriale TV
- 1975–1976: Somerset jako Tim Conway 2
- 1981: Magnum (Magnum, P.I.) jako Stewart Crane
- 1982–1993: Zdrówko (Cheers) jako Sam Malone
- 1996: Podróże Guliwera (Gulliver's Travels) jako Lemuel Gulliver
- 1998–2004: Jak pan może, panie doktorze? (Becker) jako doktor John Becker
- 2000–2009: Pohamuj entuzjazm (Curb Your Enthusiasm) jako Ted Danson
- 2006: Terapia grupowa (Help Me Help You) jako doktor Bill Hoffman
- 2007–2010: Układy (Damages) jako Arthur Frobisher
- 2008: Bobby kontra wapniaki (King of the Hill) jako Tom Hammond (głos)
- 2009–2011: Znudzony na śmierć (Bored to Death) jako George Christopher
- 2011–2015: CSI: Kryminalne zagadki Las Vegas jako dyrektor D.B. Russell
- 2013: CSI: Kryminalne zagadki Nowego Jorku jako dyrektor D.B. Russell
- 2015: Amerykański tata (American Dad!) jako dr Ray Petit (głos)
- 2015: Fargo jako szeryf Hank Larsson
- 2015–2016: CSI: Cyber jako dyrektor D.B. Russell
- 2016–2018: Dobre miejsce (The Good Place) jako Michael